# أشباه الجواثم
أشباه الجواثم (الاسم العلمي: Passerea)، الفرع الحيوي من الطيور الجديدة التي اقترحها العالم جارفيس وآخرون معه عام (2014). استعاد تحليلهم الجينومي فرعين حيويين رئيسيين داخل الطيور الجديدة، وأشباه الجواثم وأشباه الحمام، وخلصوا إلى أنه يبدو لكل الفروع الحيوية العديد من السمات المتقاربة المدفوعة بيئيًا.